# Групова збагачувальна фабрика «Україна»
Групова збагачувальна фабрика «Украї́на» — збагачувальна фабрика, збудована за проєктом інституту «Дніпродіпрошахт» для збагачення довгополум'яно-газового вугілля енергетичного призначення.

## Характеристика
Стала до ладу 1963 року. Проєктна потужність — 1800 тис. тонн на рік, фактично освоєна — 2250 тис. тонн. Технологія передбачає збагачення класу 13—300 мм у важкосередовищних сепараторах і відвантаження отриманого концентрату одним продуктом у суміші з незбагаченим відсівом 0—13 мм. Від концентрату частково відсортовується крупносортове вугілля для відвантаження на комунально-побутове споживання. Істотною вадою технології є відсутність засобів для зниження зольності дрібних класів вугілля.
У червні 2020 року фабрика припинила свою роботу. Її власником на той момент був Віталій Кропачов. 
Місцезнаходження: м. Українськ, Донецька область, залізнична станція Пласти.